# 116
116 (сто и шестнадесета) година по юлианския календар е високосна година, започваща във вторник. Това е 116-а година от новата ера, 116-а година от първото хилядолетие, 16-а година от 2 век, 6-а година от 2-рото десетилетие на 2 век, 7-а година от 110-те години. В Рим е наричана Година на консулството на Ламия и Вет (или по-рядко – 869 Ab urbe condita, „869-а година от основаването на града“).

## Събития
- Консули в Рим са Луций Ламия Елиан и Секст Карминий Вет.